# Système binaire (chimie)
Pour les articles homonymes, voir Système binaire (homonymie).
En chimie, en minéralogie et en pétrologie :
- au sens large, un système binaire est l'ensemble des compositions intermédiaires entre celles de deux corps purs[a] ;
- au sens strict, le terme de « système binaire » est réservé aux systèmes dont les phases présentes à l'équilibre ont toutes une composition intermédiaire entre celles des deux corps purs ;
- un système pseudobinaire est alors un système dont la composition globale est intermédiaire entre celles de deux corps purs, mais pour lesquels l'équilibre thermodynamique fait intervenir des phases dont la composition ne l'est pas.

Les compositions extrêmes d'un système binaire sont ses pôles (ou pôles de composition, voire pôles purs). On utilise aussi le terme anglais, endmembers.
En principe on désigne un système binaire par les formules chimiques de ses pôles (séparées par un tiret). Au lieu de ces formules on emploie parfois les noms (ou les symboles) de minéraux ayant ces mêmes compositions. Exemple : système NaAlSi3O8-CaAl2Si2O8 ou albite-anorthite (ou Ab-An).

## Systèmes binaires (au sens strict)
- Un système binaire dont les compositions des deux pôles n'impliquent que deux éléments chimiques, est toujours binaire au sens strict. Exemples : système Fe-C, système Fe-Ni.
- En pétrologie, de nombreux systèmes binaires n'impliquent que des combinaisons d'oxydes. En pratique un système binaire dont les compositions des deux pôles n'impliquent que deux oxydes, est toujours binaire au sens strict. Exemple : système MgO-SiO2.
- De nombreux systèmes binaires n'obéissant pas aux critères précédents sont tout de même binaires au sens strict, sauf peut-être à très haute température. Exemple : système NaCl-H2O.

## Systèmes pseudobinaires
Les deux exemples suivants interviennent dans l'évolution des magmas.

### Système Ab-Or
Dans le système NaAlSi3O8-KAlSi3O8 (albite-orthose) :
- à l'état solide les phases d'équilibre ont pour composition NaAlSi3O8 (albite), KAlSi3O8 (microcline, orthose ou sanidine selon la température), et à haute température des compositions intermédiaires (solutions solides) : le système se comporte comme un binaire strict.
- à pression ordinaire la sanidine fond de façon incongruente pour donner un liquide et de la leucite KAlSi2O6, dont les compositions n'appartiennent pas au système, lequel est donc pseudobinaire.
- au-dessus d'environ 2 kb la sanidine fond de manière congruente et le système reste donc strictement binaire.

### Système Fo-An
Dans le système Mg2SiO4-CaAl2Si2O8 (forstérite-anorthite), à pression atmosphérique :
- en dessous de 1 320 °C, les phases d'équilibre sont la forstérite et l'anorthite ;
- au-dessus d'environ 1 450 °C, ce sont la forstérite (jusqu'à 1 890 °C), l'anorthite (jusqu'à 1 553 °C) et un liquide ;
- aux températures intermédiaires, la phase spinelle (MgAl2O4) est présente à l'équilibre (avec la forstérite et un liquide, l'anorthite et un liquide ou seulement un liquide, selon la température et la composition globale). Le spinelle et le liquide ont des compositions n'appartenant pas au système, le système est donc pseudobinaire.